# Abu Qubais (Siria)
Abu Qubais (en árabe: أبو قبيس‎, también deletreado Abu Qobeis, Abu Qubais o Bu Kubais; también conocido como Qartal) es un antiguo castillo medieval y actualmente una aldea habitada en el noroeste de Siria, administrativamente parte de la Gobernación de Hama, ubicada al noroeste de Hama. Se encuentra en la llanura de Ghab, al oeste del río Orontes. Las localidades cercanas incluyen Daliyah a 21 kilómetros al oeste, al-Laqbah al sur, Deir Shamil al sureste, Dile a Salhab al noreste y Nahr al-Bared más al noreste. Según la Oficina Central de Estadísticas de Siria (CBS), Abu Qubays tenía una población de 758 habitantes en el censo de 2004. Sus habitantes son predominantemente alauitas.